# Annika Lykke Dalskov Risum
Annika Lykke Dalskov Risum (16. december 1978) er en dansk dressurrytter og civilingeniør. Hun har deltaget i de Paralympiske Lege i Beijing 2008, London 2012 og Rio de Janeiro 2016, hvor hun ved sidste begivenhed var fanebærer.